# Løkken Kirke
Løkken Kirke är en dansk kyrka i Løkken-Furreby Sogn i Ålborgs stift. Den uppfördes 1898 i nygotisk stil efter ritningar av arkitekt Axel Møller. Kyrkan invigdes den 18 december 1898.
Løkken Kirke är murad i röd tegelsten och består av skepp och kor samt torn med tornspira, som är 80 fot hög. Vapenhuset ligger i tornet. På altaret finns ett krucifix av trä, som skapats av skulptören Fjeldstrup. Predikstolen är av trä och dopfunten av faksekalksten.
Løkken Kirke ligger i Løkken Storpastorat i Hjørring Søndre Provsti.